# Mons Rümker
Mons Rümker är ett berg på nordvästra delen av den sida av månen som vetter mot jorden. Det har fått sitt namn efter den tyske astronomen Karl Rümker.
Mons Rümker ligger helt omgivet av månhav, med det stora Oceanus Procellarum i söder och det lilla Sinus Roris i norr. Det är ett egenartat bergskomplex med flera toppar, total diameter vid basen är omkring 70 kilometer och den högsta höjden är 1100 meter i söder. Berget har en brant kant som skiljer det från de kringliggande månhaven. 
Ursprungligen var Mons Rümker en vulkan. Det har upp till trettio kupoler, vars ursprung är sköldvulkaner, där lava har kommit ut genom olika hål och svalnat relativt långsamt. Vissa av kupolerna har små kratrar på toppen. Det har bedömts att det gick åt 1800 kubikkilometer lava för att skapa Mons Rümker. 